# 孙文采
孙文采（1911年—1977年），中国人民解放军将领、中国人民解放军开国少将。
曾任中国人民解放军沈阳军区干部处处长。1955年，授予中国人民解放军少将。